# Mishela Rapo

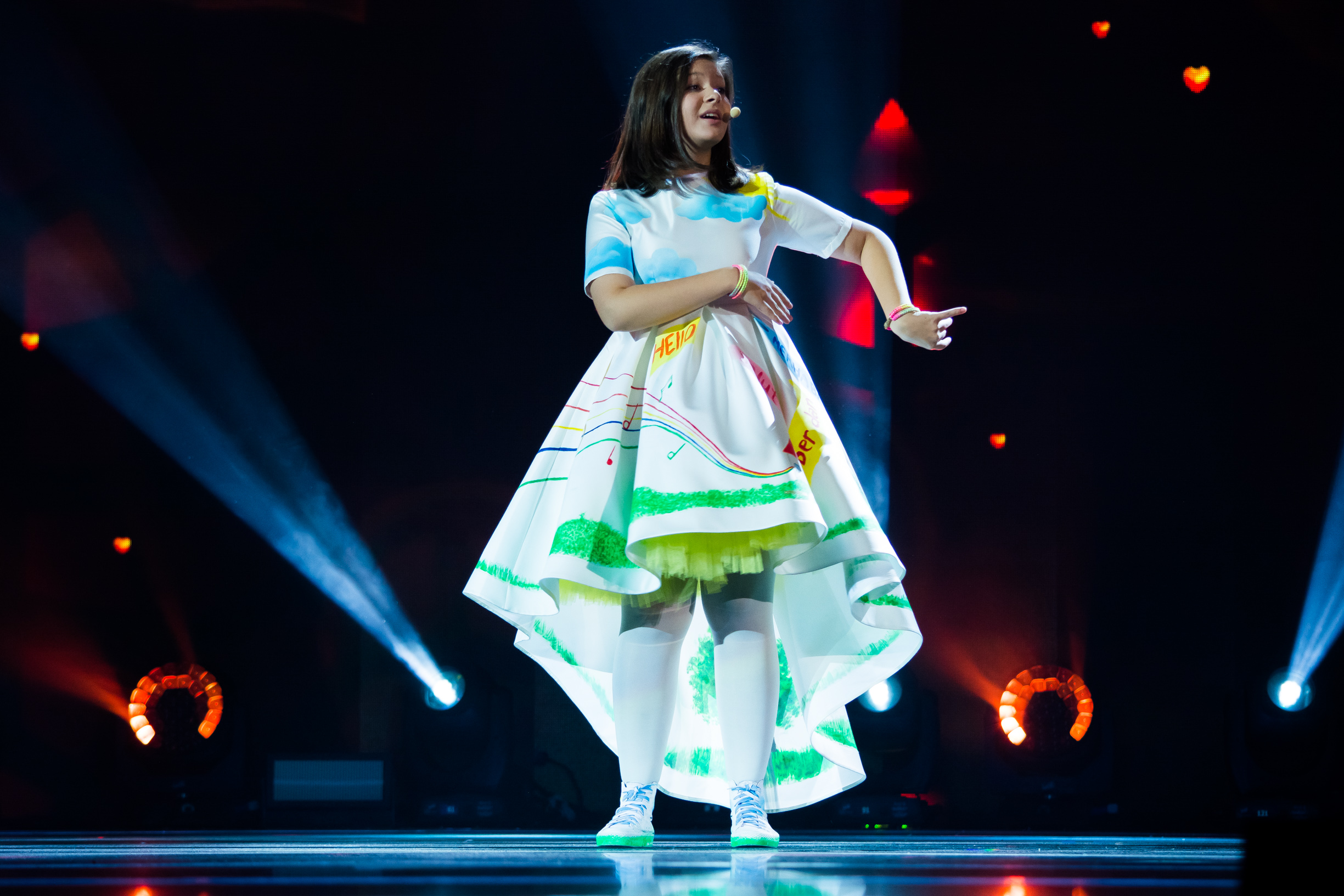
Mishela Rapo repeterar på scen vid Junior Eurovision 2015.

Mishela Rapo, född 15 december 2000 i Tirana, är en albansk sångerska. I maj 2015 vann hon Festivali Mbarëkombëtar i Këngës për Fëmije, som hon även vann 2012 med låten "Pse u mërzit mami". Hon vann med låten "Dambaje" och fick därmed representera Albanien i Junior Eurovision Song Contest 2015 med låten. Vid Junior Eurovision fick hon 93 poäng vilket räckte till en 5:e plats, Albaniens hittills bästa resultat i tävlingen.

## Karriär
Rapo föddes i huvudstaden Tirana år 2000. Hon intresserade sig tidigt för musik och har sedan ung ålder deltagit i flera musiktävlingar och TV-program i Albanien. 2010 deltog hon för första gången i landets största musiktävling för barn, Festivali Mbarëkombëtarë i Këngës për Fëmije (rikstäckande sångfestivalen för barn), barnmotsvarigheten till Festivali i Këngës (sångfestivalen). Hon deltog med låten "Jemi një, s'jemi dy" med text av Arbën Duka och musik av Klodian Qafoku. Hon tilldelades pris för bästa debutant i tävlingen. 2011 deltog hon i musik-TV-programmet Gjeniu i vogël på TV Klan där hon slutade 6:a av 20 finalister.
I oktober 2012 ställde Rapo upp i Junior Fest, som var Albaniens uttagning till Junior Eurovision Song Contest 2012 som landet skulle debutera i. Hon ställde upp med låten "Mamma Mia (te amo)" men fick se sig slagen av Igzidora Gjeta. Under sommaren samma år hade hon ställt upp i Festivali i 50- të Mbarëkombëtar i Fëmijëve som hölls i Shkodra. Hon deltog med låten "Pse u mërzit mami" som skrevs och komponerades av Adrian Hila. Med låten lyckades hon vinna tävlingen. 2013 deltog hon i festivalens 51:a upplaga med låten "Kam një ëndërr" som även den skrevs och komponerades av Adrian Hila. Hon tilldelades priset "Inva Mula" för sina insatser i tävlingen.
I maj 2015 ställde hon för fjärde gången upp i Festivali Mbarëkombëtarë i Këngës për Fëmije, denna gången med låten "Dambaje" skriven av Pandi Laço med musik av Adrian Hila. Hon lyckades vinna tävlingen och fick därmed tävla i Junior Eurovision Song Contest 2015 eftersom Albanien bestämt sig för att göra comeback i tävlingen det året. Hon framförde låten på albanska men med fraser från ett flertal språk, däribland engelska, turkiska och tyska. I finalen av tävlingen, som hölls i Sofia i Bulgarien den 21 november 2015, fick hon 93 poäng och slutade 5:a. Resultatet är Albaniens hittills bästa i tävlingen.

## Privatliv
Rapo bor i Tirana där hon studerar vid musikskolan "Jordan Misja", där många av Albaniens framstående artister studerat. Där studerar hon gitarr. Hon talar utöver albanska både engelska och turkiska.